# Lawrence Anthony
Lawrence Anthony, född 17 september 1950 i Johannesburg, död 2 mars 2012, var en sydafrikansk etolog och viltvårdare.
Hans farfar hade emigrerat från gruvarbete i Storbritannien till gruvarbete i Sydafrika på 1920-talet. Hans far var i försäkringsbranschen och etablerade kontor runt om i södra Afrika. Lawrence Anthony växte upp på landsbygden i nuvarande Zimbabwe, Zambia och Malawi, innan familjen slutligen slog sig ned i Sydafrika. Anthony Lawrence gick till en början i sin fars fotspår inom försäkring, och arbetade senare med fastigheter. I mitten av 1990-tale köpte han Thula Thula viltreservat i KwaZulu-Natal.
År 2003 organiserade han en privat räddningsoperation för de överlevande djuren på Bagdad Zoo, dit han anlände åtta dagar efter  den amerikanska arméns erövring av Bagdad.
Han grundade Earth Organization 2003, en internationell, privat och oberoende naturvårdsorganisation med betonad vetenskaplig inriktning. Hans arbete ledde till etablerandet av de två viltreservaten Royal Zulu Biosphere i Zululand och Mayibuye Game Reserve i KwaXimba.
Efter hans död har det rapporterats att den flock elefanter som han tidigare medverkat till att rädda, vandrade ett antal mil till och runt hans hus i två dagar i Thula Thula viltreservat på det sätt som elefanter brukar sörja döda anförvanter. Han hade många år tidigare räddat en flock på nio elefanter, vilken hade brutit sig ut ur sitt hägn och ställde till problem runt om i provinsen KwaZulu-Natal. Han hade kommunicerat med ledarhonan och kunnat få dem till Thula Thula-reservatet.